# Microauris
{{#ifeq:0|0|{{#if:|{{#if:Microaurisaurantolabium|[[]}}|}}}}
Microauris — монотипний рід агамідової ящірки. Його єдиним видом є Microauris aurantolabium. Знайдений у лісах південних Західних Гат і відомий у тигровому заповіднику Калаккад Мундантурай. Раніше вид був включений до Pseudocalotes andamanensis Андаманських островів, але визнаний окремим у 2008 році. Він також класифікувався як Calotes до 2018 року, де його було перенесено до власного роду Microauris на основі його відмінності від Calotes.